# Cranaodes
Cranaodes is een geslacht van vlinders van de familie echte motten (Tineidae), uit de onderfamilie Scardiinae.

## Soorten
- C. oroya Robinson, 1986
- C. sequestrata Meyrick, 1926
- C. stereopa Meyrick, 1919